# آی‌ان‌اف‌جی
آی‌ان‌اف‌جی (INFJ)، واژه‌ای اختصاری است که به عنوان یکی از انواع شخصیت در آزمون شخصیت ام‌بی‌تی‌آی (سنخ‌نمای مایرز-بریگز) به کار می‌رود و کوتاه‌شدهٔ چهار واژه درون‌گرایی (introversion)، شهود (intuition)، احساسات (feeling) و قضاوت (judging) است.
آزمون ام‌بی‌تی‌آی شخصیت فرد را از روی تعدادی پرسش گمان می‌زند و طبق راهنمای آن، دقتش در تشخیص درست شخصیت فرد حدود ۷۵٪ است. جواب‌ها، چهار جفت خصیصه روانی متضاد را مشخص می‌کنند. این آزمون از پژوهش‌های کتاب شخصیت‌های روانشناسی نوشته کارل گوستاو یونگ ساخته شده‌ است. در آزمون مرتب‌ساز کیرسی که دیوید کیرسی آن را از روی شخصیت‌های کتاب یونگ ساخته‌ است، به شخصیت نوع آی‌ان‌اف‌جی، عنوان مشاور داده شده‌ است که یکی از چهار نوع شخصیت‌های آرمان‌گراست.
INFJها افرادی آرام و مهربان، دلسوز، پیچیده و به شدت شهودی هستند. آن‌ها دارای قریحه هنری و افرادی خلاق هستند که در دنیایی از احتمالات و معانی مخفی زندگی می‌کنند. INFJها با اختصاص دادن تنها یک درصد از جمعیت آمریکا به خود، جزو نادرترین تیپ‌های شخصیتی می‌باشند.
شخصیت INFJ یکی از کمیاب‌ترین انواع شخصیت‌های انسانی است و به‌طور معمول حدود یک تا سه درصد مردم چنین شخصیتی دارند. برخی، کارل گوستاو یونگ را یک INFJ می‌دانند.

## ویژگی‌ها

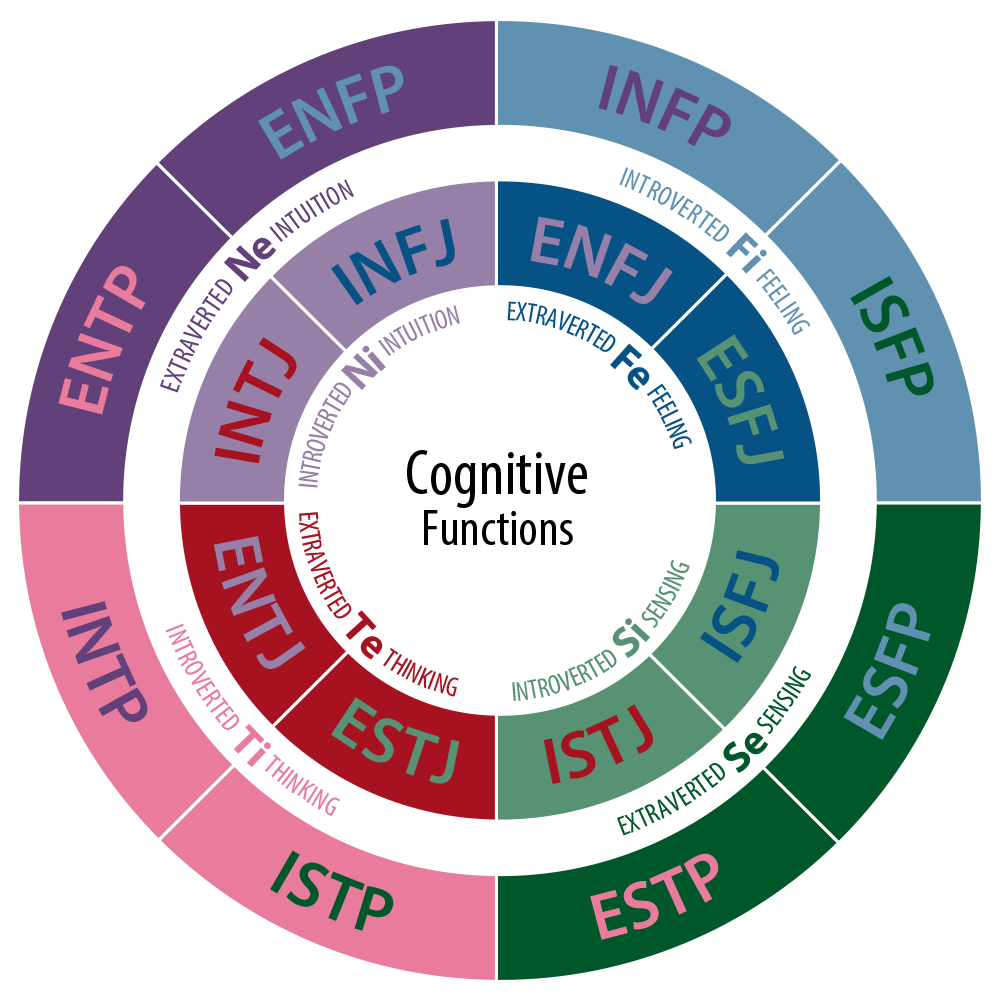
نمودار کارکردهای شناختی تیپ‌های شخصیتی مایرز-بریگز. رنگ زمینه هر شخصیت، بیانگر کارکرد چیره آن و رنگ نوشته، بیانگر کارکرد دوم هر شخصیت است.

ویژگی‌های تیپ شخصیتی آی‌ان‌اف‌جی، چنین است:
- آی (Introversion) - ترجیح درون‌گرایی بر برون‌گرایی: این افراد به ساکت بودن و بروز ندادن افکارشان گرایش دارند. آنها تعامل با افرادی کم را بر داشتن دوستان و آشنایان زیاد ترجیح می‌دهند و بودن در جمع باعث خستگی و از دست دادن انرژیشان می‌شود (برون‌گراها با بودن در جمع، انرژی بدست می‌آورند).
- ان (Intuition) - ترجیح شهود بر احساس: این افراد بیشتر بر افکار خود تکیه می‌کنند تا واقعیت. آن‌ها بر کلیات کار تمرکز می‌کنند نه بر جزییات آن. آن‌ها بر احتمالات آینده تمرکز می‌کنند نه بر واقعیت‌های آنی.
- اف (Feeling) - ترجیح احساسات بر تفکر: این افراد ملاحظات خود را بر ضوابط هدف‌دار ترجیح می‌دهند و در هنگام تصمیم‌گیری، بر دلایل اجتماعی بیشتر از منطق تکیه می‌کنند.
- جی (Judgment) - ترجیح قضاوت و تصمیم‌گیری بر بکارگیری قوه ادراک: این افراد برای کارها و فعالیت‌های خود از پیش، طرح و برنامه می‌ریزند. آن‌ها همیشه با پیش‌بینی کردن امور از قبل، حس کنترل بر کارهای خود دارند.

افراد دارای تیپ شخصیتی آی‌ان‌اف‌جی، افرادی باوجدان و وظیفه‌شناس هستند. آن‌ها در تمام امور از روابط، ایده‌ها و رخدادها به دنبال معنی آن‌ها هستند و با بکارگیری مهارت شهود خود، دیدی آشکار و مطمئن نسبت به امور پیدا کرده و از آن در جهت بهتر کردن زندگی خود و دیگران استفاده می‌کنند. آن‌ها همچون دیگر تیپ نزدیک به خود، آی‌ان‌تی‌جی (INTJ)، مشکلات را همچون فرصت‌هایی برای طراحی و پیاده‌سازی راه‌حل‌های خلاق می‌بینند.
معمولاً آی‌ان‌اف‌جی‌ها را با برون‌گراها اشتباه می‌گیرند، چون هویت‌های مختلفی را به دلیل زندگی درونی از خود بروز می‌دهند؛ اما با این حال کاملاً درون‌گرا هستند. اگرچه آن‌ها بسیار مستقل هستند اما با این حال به شدت به بهبود و بهتر کردن زندگی دیگران علاقه‌مندند. آن‌ها رابطه تک‌به‌تک را بر رابطه در گروه‌های بزرگ ترجیح می‌دهند. آن‌ها با پیچیده و احساسی بودن شخصیت خود، در فهم مسائل و مشکلات پیچیده بسیار زبردست هستند و آن‌ها را با روشی خلاقانه و هماهنگ با دیگران حل می‌کنند.
آی‌ان‌اف‌جی‌ها دارای زندگی درونی غنی و روشنی هستند ولی تمایلی به آشکار کردن آن به دیگران ندارند؛ حتی اگر آن دیگران دوستان نزدیک یا هم‌احساس او باشند. آی‌ان‌اف‌جی‌ها می‌توانند توسط تمامی انواع دیگر تیپ‌های شخصیتی به عنوان دوستان نزدیک در نظر گرفته شوند اما با این حال، خود هیچگاه احساسات و دنیای درون خود را بروز نمی‌دهند. گرم‌شدن رابطه با آن‌ها مدت زمان زیادی طول می‌کشد. آن‌ها به راحتی ناراحت می‌شوند که ممکن است آن را بروز ندهند (به جز به افراد بسیار نزدیک). آن‌ها ممکن است خود را بسیار به آهستگی و در طول زمان از دیگری کنار بکشند (به جای ابراز احساسات زخم‌خوردهٔ خود) که این رفتار آن‌ها ممکن است دیگران را گیج کند.
آی‌ان‌اف‌جی‌ها افرادی احساساتی و دارای شخصیتی ژرف هستند. آن‌ها نگاهی منظم به نسبت به جهان پیرامون خود دارند که ممکن است به قدری پیچیده باشد که تنها برای خود آن‌ها قابل فهم باشد. با ارتباطات موجز و مختصر خود با دیگران، آن‌ها در دنیای معانی و احتمالات مخفی و پنهان خود به سر می‌برند. آن‌ها به‌طور طبیعی با هنر احساس نزدیکی می‌کنند و خلاقانه به آسانی الهام می‌گیرند اما با این حال با کمک شهود خود می‌توانند در علم نیز به خوبی عمل کنند.

### رابطه باانیاگرام‌های شخصیت
نزدیکترین انیاگرام شخصیت به آی‌ان‌اف‌جی، تیپ شمارهٔ ۴ یا فردگرا (The Individualist)، شمارهٔ ۱ یا اصلاح‌گر (The Reformer) و شمارهٔ ۹ یا مصلح (The Peacemaker) است.